# Vladimir Kirpitjnikov
Vladimir Vasiljevitj Kirpitjnikov (ryska: Владимир Васильевич Кирпичников, Vladimir Vasiljevitš Kirpitšnikov), född 7 juli 1903 i Simbirsk, Kejsardömet Ryssland, död 10 oktober 1950 i Moskva, Sovjetunionen, var en sovjetisk generalmajor. Under andra världskriget tjänstgjorde han i Röda armén som befälhavare för 43:e gevärsdivisionen. Han var den ende sovjetiske generalen som tillfångatogs av finska armén. Efter andra världskrigets slut återkom Kirpitjnikov till Sovjetunionen. Han greps då av SMERSJ och ställdes så småningom inför rätta för högförräderi. År 1950 dömdes han till döden och avrättades genom arkebusering.

## Biografi

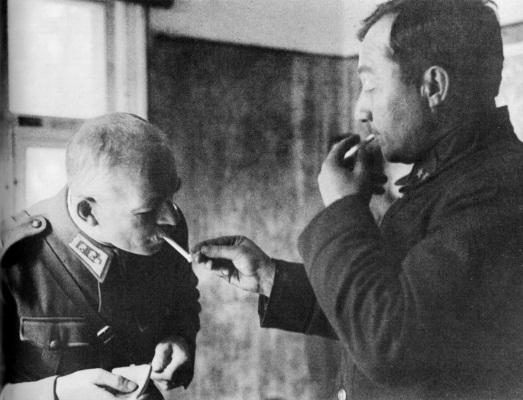
Propagandabild på Kirpitjnikov som tänder Lennart Oeschs cigarett.

Kirpitjnikov avlade officersexamen vid Uljanovska infanterihögskolan år 1925 och tjänstgjorde först som plutonchef och senare som major. Mellan 1937 och 1938 stred Kirpitjnikov i spanska inbördeskriget som stabschef där han senare tilldelades Röda stjärnans orden för sitt deltagande i kriget. År 1939 blev Kirpitjnikov befordrad till överste vid 11:e gevärsdivisionen. Senare samma år utnämndes han till befälhavare för 43:e gevärsdivisionen som han anförde under vinterkriget. Kirpitjnikov tilldelades Röda fanans orden för sitt befäl över divisionen.
Kirpitjnikov utnämndes 1940 till generalmajor för sina insatser under kriget.
I samband med fortsättningskriget tog Kirpitjnikov åter tjänst vid 43:e gevärsdivisionen. Den 1 september 1941 efter slaget vid Porlampi blev Kirpitjnikov tillfångatagen av finska trupper under befäl av general Lennart Oesch. Kirpitjnikov fördes till högkvarteret i S:t Michel där de använde bilder på honom för propaganda. I december samma år blev han överförd till Sotavankileiri I (Fångläger nr 1) i Kjulo. Efter andra världskriget studerade Kirpitjnikov vid Frunzeakademien.
Efter krigets slut återkom Kirpitjnikov till Sovjetunionen, där han greps av SMERSJ och interneraes vid Lefortovofängelset, där han hölls fram till 18 maj 1945; från vilken han överförde till Suchanovkafängelset, och sedan vidare till Lubjankafängelset. Kirpitjnikov åtalades sedermera för högförräderi och konspiration mot staten. År 1950 ställdes han inför rätta och dömdes till döden. Två dagar därpå avrättades han genom arkebusering.

## Galleri

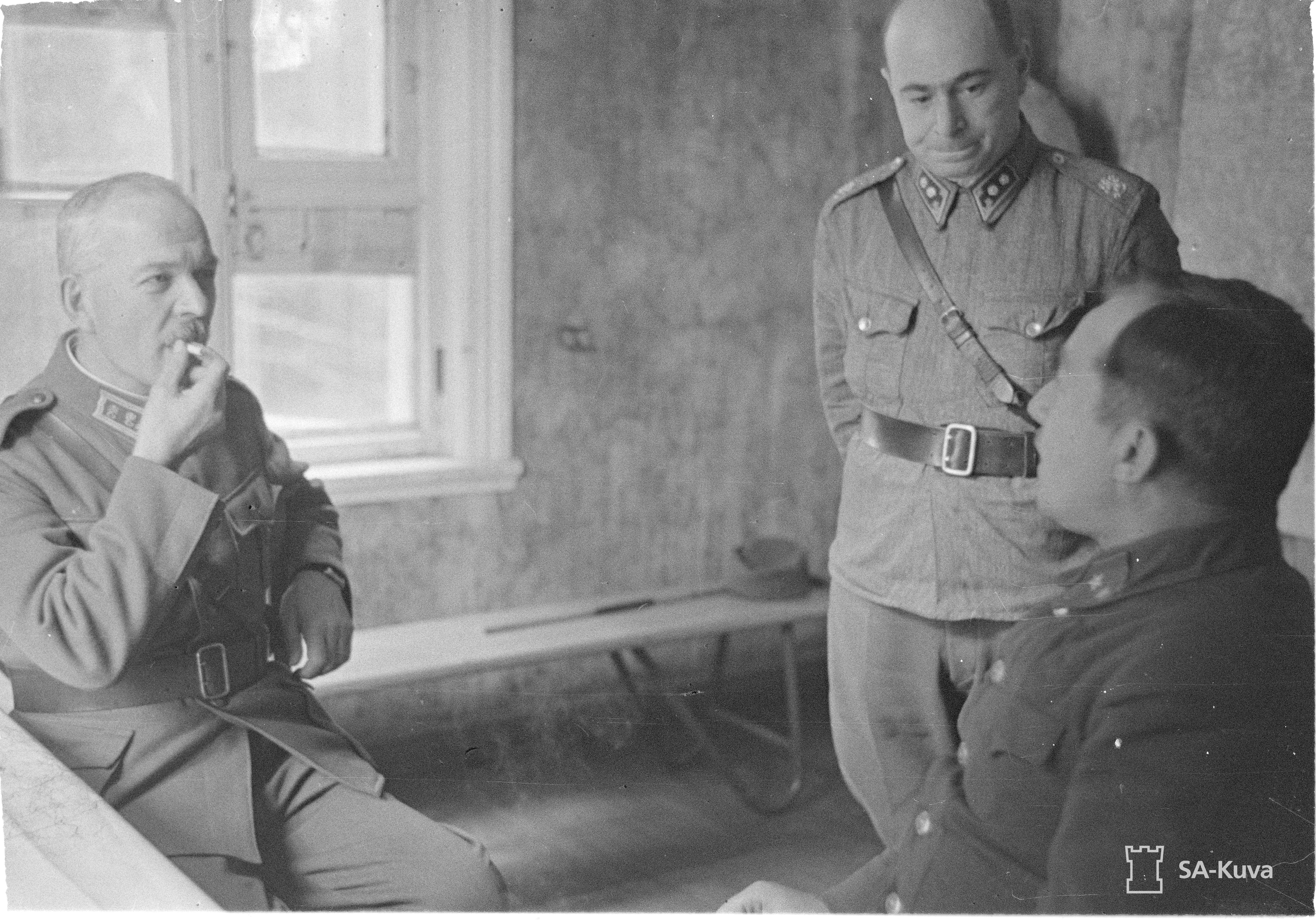
Kirpitjnikov samtalar med Lennart Oesch med löjtnant Georg Baronin som tolk.